# Bucy-le-Long
Pour les articles homonymes, voir Bucy.
Bucy-le-Long est une commune française située dans le département de l'Aisne en région Hauts-de-France.

## Géographie

### Localisation
La superficie de Bucy-le-Long, soit 12,86 km2, est supérieure à celle de Soissons, ville proche de la commune.
Au nord le plateau calcaire qui culmine à plus de 150 m, fait place en abordant la vallée à des coteaux boisés. À leur pied s'étire le village de part et d'autre de sa longue rue principale. Vers le sud, des étangs issus de l'extraction de graviers parsèment la vallée jusqu'à la rivière Aisne.
En outre, la route nationale 2, rocade de Soissons passe à l'ouest de la commune.

### Hydrographie
La commune est située dans le bassin Seine-Normandie. Elle est drainée par l'Aisne, le ru Preux et divers bras de la Jocienne,,.
L'Aisne est un  cours d'eau naturel navigable de 256 km de longueur, traversant les cinq départements Meuse, Marne, Ardennes, Aisne, Oise. Elle est un affluent de rive gauche de l'Oise, ce qui fait d'elle un sous-affluent de la Seine.

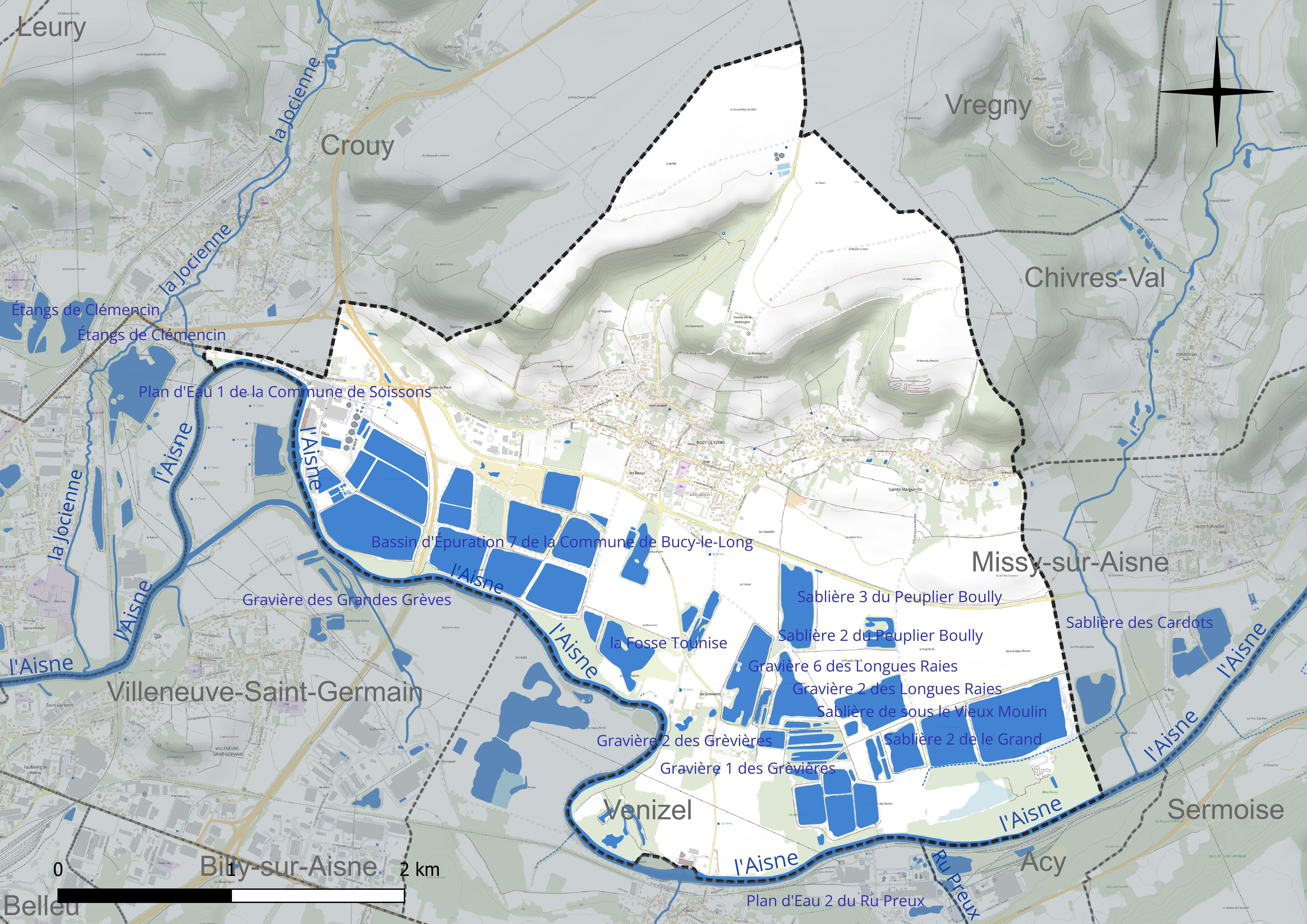
Réseau hydrographique de Bucy-le-Long.

Divers plans d'eau complètent le réseau hydrographique : la gravière 1 des Grèvières (1,2 ha), la gravière 1 des Longues Raies (0,9 ha), la gravière 2 des Grèvières (1,3 ha), la gravière 2 des Longues Raies (6 ha), la gravière 3 des Grèvières (0,6 ha), la gravière 4 des Grèvières (0,7 ha), la gravière 5 des Grèvières (1,2 ha), la gravière 6 des Longues Raies (7,5 ha), la fosse Tounise (5,6 ha), la sablière 1 de le Grand (7,9 ha), la sablière 2 de le Grand (4 ha), la sablière 2 du Peuplier Boully (2 ha), la sablière 3 de le Grand (1,1 ha), la sablière 3 du Peuplier Boully (7,9 ha), la sablière de sous le Vieux Moulin (18,7 ha) et le bassin d'épuration 7 de la commune de Bucy-le-Long (23,3 ha),.

### Climat
Pour des articles plus généraux, voir Climat des Hauts-de-France et Climat de l'Aisne.
En 2010, le climat de la commune est de type climat océanique dégradé des plaines du Centre et du Nord, selon une étude du CNRS s'appuyant sur une série de données couvrant la période 1971-2000. En 2020, Météo-France publie une typologie des climats de la France métropolitaine dans laquelle la commune est exposée à un climat océanique altéré et est dans la région climatique Nord-est du bassin Parisien, caractérisée par un ensoleillement médiocre, une pluviométrie moyenne régulièrement répartie au cours de l'année et un hiver froid (3 °C).
Pour la période 1971-2000, la température annuelle moyenne est de 10,5 °C, avec  une amplitude thermique annuelle de 15,1 °C. Le cumul annuel moyen de précipitations est de 680 mm, avec 12,1 jours de précipitations en janvier et 8,8 jours en juillet. Pour la période 1991-2020 la température moyenne annuelle observée sur la station météorologique la plus proche, située sur la commune de Braine à 11 km à vol d'oiseau, est de 11,3 °C et le cumul annuel moyen de précipitations est de 662,7 mm,. Pour l'avenir, les paramètres climatiques de la commune estimés pour 2050 selon différents scénarios d'émission de gaz à effet de serre sont consultables sur un site dédié publié par Météo-France en novembre 2022.

## Urbanisme

### Typologie
Au 1er janvier 2024, Bucy-le-Long est catégorisée bourg rural, selon la nouvelle grille communale de densité à 7 niveaux définie par l'Insee en 2022.
Elle est située hors unité urbaine. Par ailleurs la commune fait partie de l'aire d'attraction de Soissons, dont elle est une commune de la couronne,. Cette aire, qui regroupe 92 communes, est catégorisée dans les aires de 50 000 à moins de 200 000 habitants,.

### Occupation des sols
L'occupation des sols de la commune, telle qu'elle ressort de la base de données européenne d'occupation biophysique des sols Corine Land Cover (CLC), est marquée par l'importance des territoires agricoles (50,7 % en 2018), en diminution par rapport à 1990 (57,5 %). La répartition détaillée en 2018 est la suivante : 
terres arables (39,9 %), eaux continentales (21,2 %), forêts (15,4 %), zones urbanisées (8,3 %), prairies (7 %), zones industrielles ou commerciales et réseaux de communication (4,4 %), zones agricoles hétérogènes (3,7 %).
L'évolution de l'occupation des sols de la commune et de ses infrastructures peut être observée sur les différentes représentations cartographiques du territoire : la carte de Cassini (XVIIIe siècle), la carte d'état-major (1820-1866) et les cartes ou photos aériennes de l'IGN pour la période actuelle (1950 à aujourd'hui).

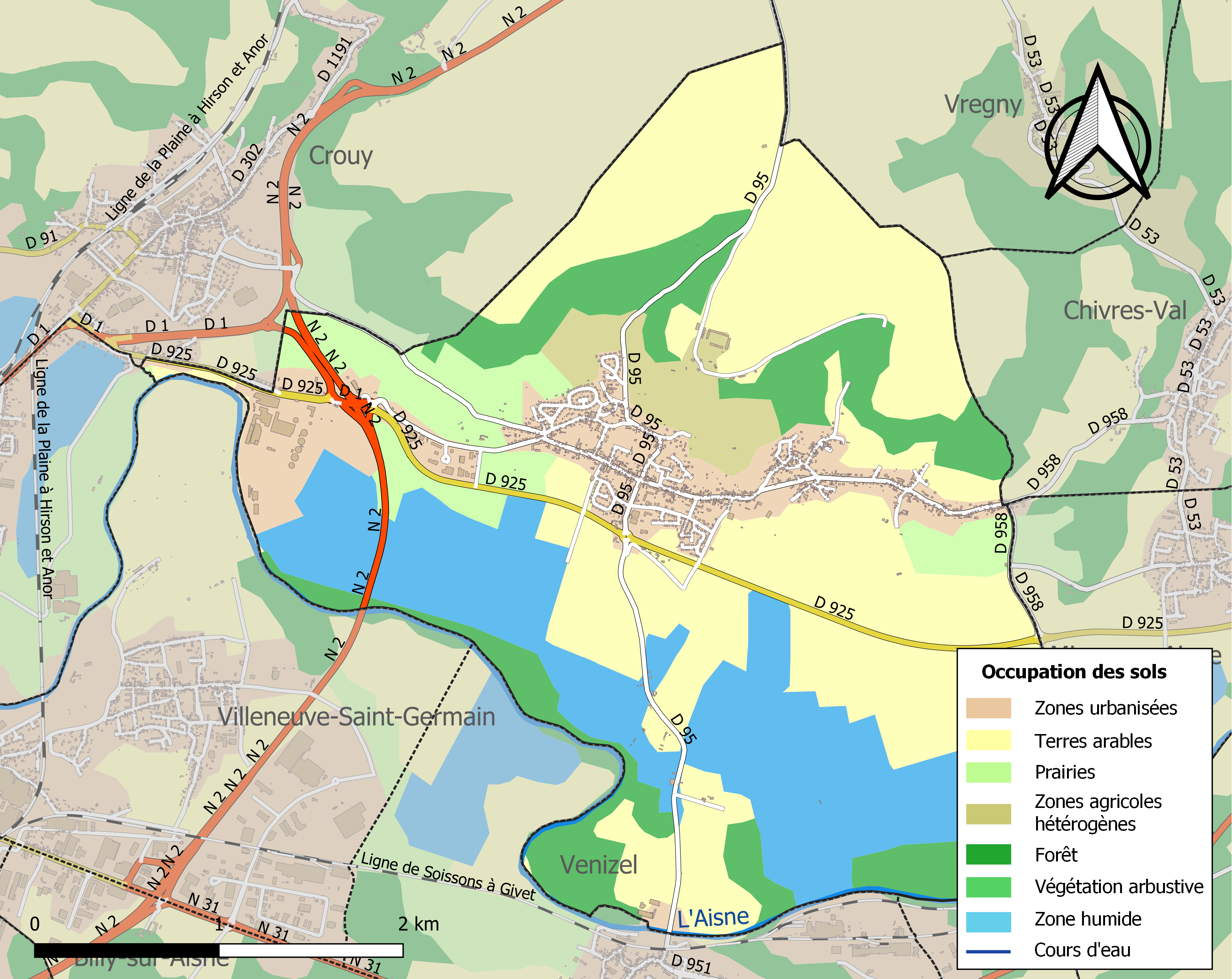
Carte des infrastructures et de l'occupation des sols de la commune en 2018 (CLC).

## Toponymie
Le nom de la localité est attesté sous les formes Buci (1132) ; Buciacus-super-ripam-Asone (1137) ; Buciacum (XIIe siècle) ; Bucy (1147) ; Buceium (1173) ; Bucyacum (1195) ; Busci (XIIIe siècle) ; Busciacum (1306) ; Bucy-sur-Aisne (1365) ; Bucy-en-Soissonnays (1378) ; Bussy ; Bucy-les-Soissons (XIVe siècle) ; Bussy-sur-Aisne (1442) ; Buissy-sur-Aisne (1656) ; Bussy-le-Long (1753).
Le mot Bucy est dérivé du bas latin buccium ou bucca, qui signifie « bouche » ou « embouchure ». Il fait référence à un lieu géographique marqué par une particularité géologique ou topographique, tel qu'une vallée en forme de bouche ou une embouchure de cours d'eau.
 
On peut penser que tous les lieux portant le nom de Bucy tirent son étymologie du mot boscus, « bois », dont on a fait Bosciacum ou Buciacum. Cette conjecture se trouve appuyée par cette observation que son territoire est situé dans le département, à une époque peu reculée, entièrement couvert de bois.

## Histoire

### Âge du fer

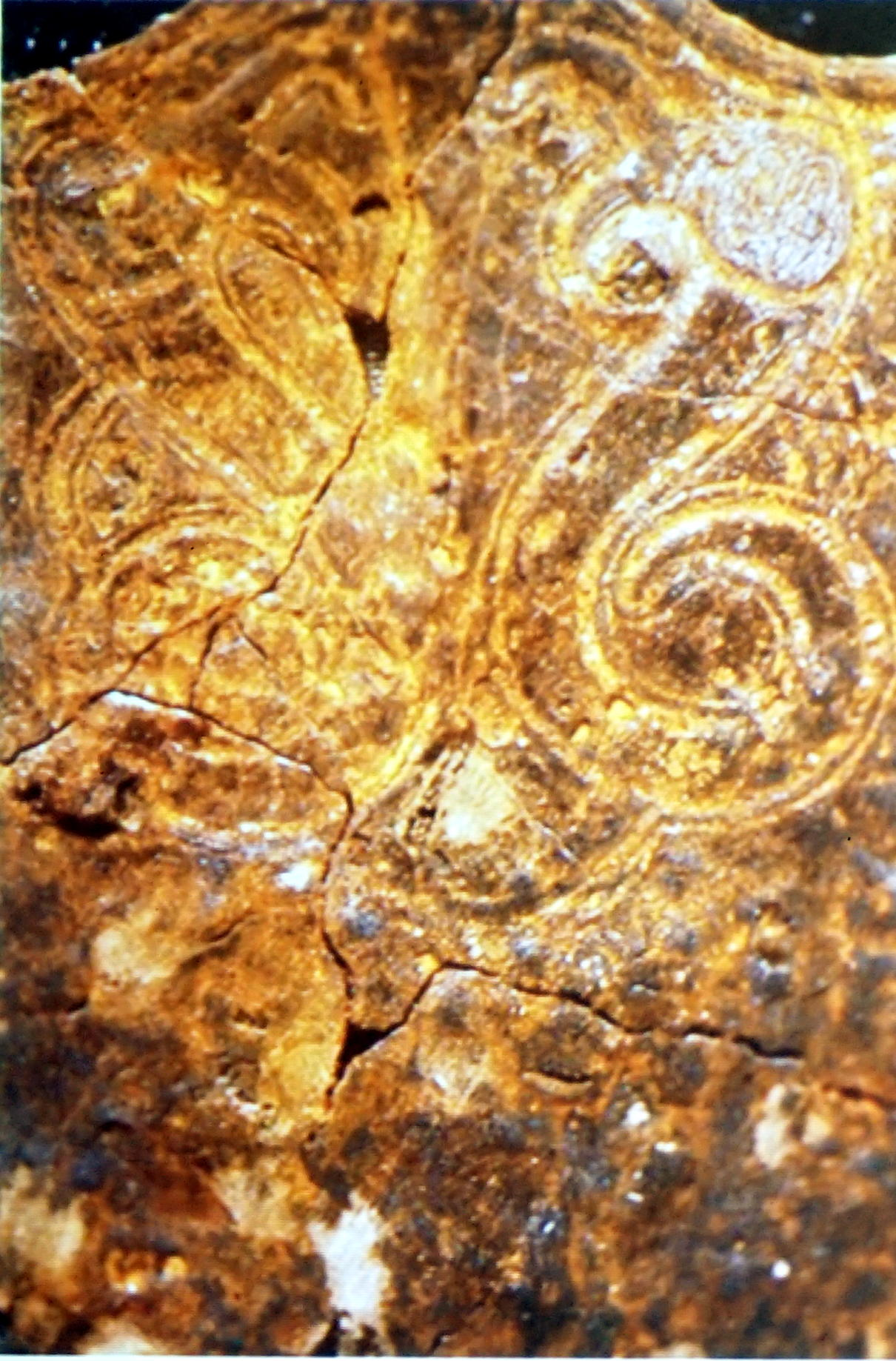
Dessin d'un dragon double faisant face sur un fourreau trouvé à Bucy.

Une nécropole celtique a été découverte par des soldats allemands durant la Première Guerre mondiale. Depuis lors, 235 tombes ont été fouillées et une centaine d'autres ont été détruites par l'exploitation d'une carrière dans les années 1970. Les restes de 200 individus ont pu être étudiés, dont quatre femmes occupant des tombes à char dans un enclos circulaire et richement pourvues. L'absence de tombe masculine équivalente laisse supposer que des femmes pouvaient occuper de véritables positions de pouvoir dans la société de l'époque. Un enclos quadrangulaire de 107 × 79 m avec une entrée délimitée par un rangée double de six poyeaux au lieu-dit le Grand Marais.

### Gallo-romain
Des restes d'une nécropole à incinération au lieu-dit Longues-Raies.

### Moyen Âge
Des traces de fossés et de fosses prouvant une occupation humaine.

### XXesiècle

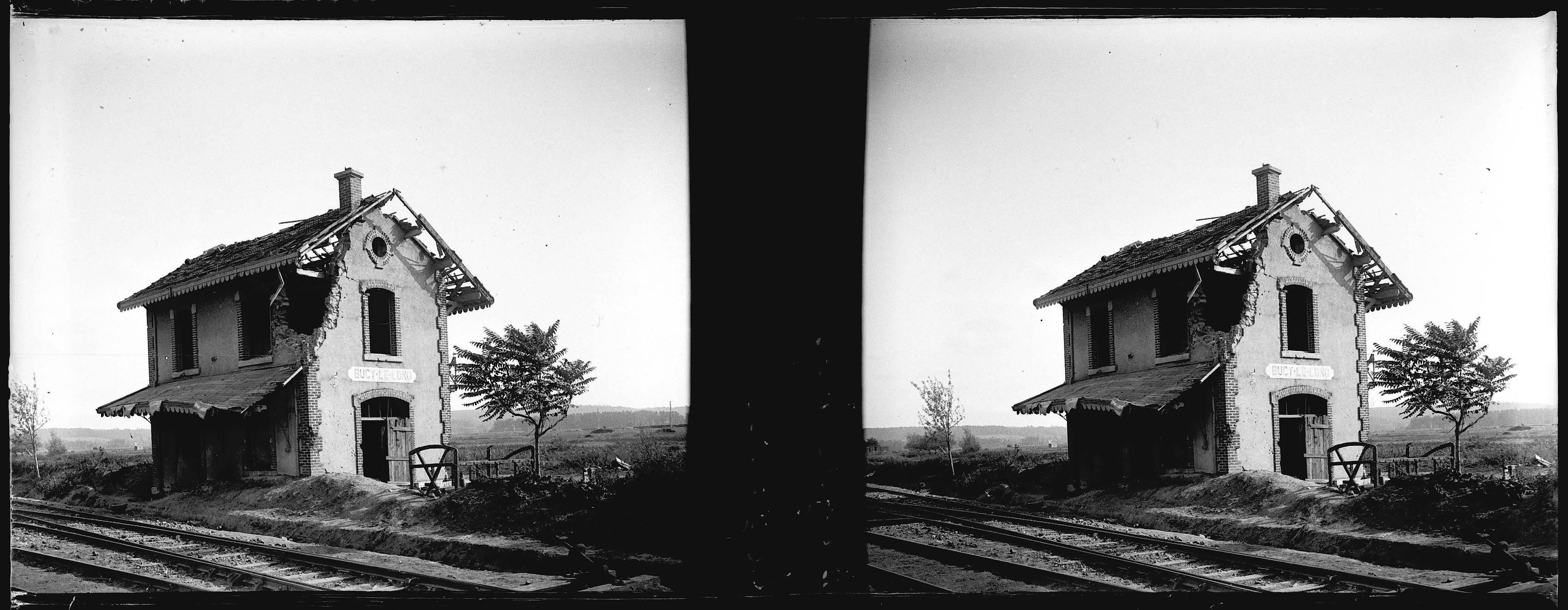
Vue de la gare détruite par un bombardement via une photographie : Raoul Berthelé, Archives municipales de Toulouse.

## Politique et administration

### Découpage territorial
La commune de Bucy-le-Long est membre de la communauté de communes du Val de l'Aisne, un établissement public de coopération intercommunale (EPCI) à fiscalité propre créé le 28 décembre 1994 dont le siège est à Presles-et-Boves. Ce dernier est par ailleurs membre d'autres groupements intercommunaux.
Sur le plan administratif, elle est rattachée à l'arrondissement de Soissons, au département de l'Aisne et à la région Hauts-de-France. Sur le plan électoral, elle dépend du  canton de Fère-en-Tardenois pour l'élection des conseillers départementaux, depuis le redécoupage cantonal de 2014 entré en vigueur en 2015, et de la cinquième circonscription de l'Aisne  pour les élections législatives, depuis le dernier découpage électoral de 2010.

### Administration municipale
| Période                                  | Période                       | Identité                | Étiquette | Qualité                              |
| ---------------------------------------- | ----------------------------- | ----------------------- | --------- | ------------------------------------ |
| Les données manquantes sont à compléter. |                               |                         |           |                                      |
| 1987                                     | mars 2008                     | Jean-Claude Camatte     |           |                                      |
| mars 2008                                | mars 2014                     | Jean-Pierre Battisacchi | NI        |                                      |
| mars 2014                                | En cours (au 11 juillet 2020) | Thierry Routier         | UDI       | Cadre Réélu pour le mandat 2020-2026 |

## Démographie

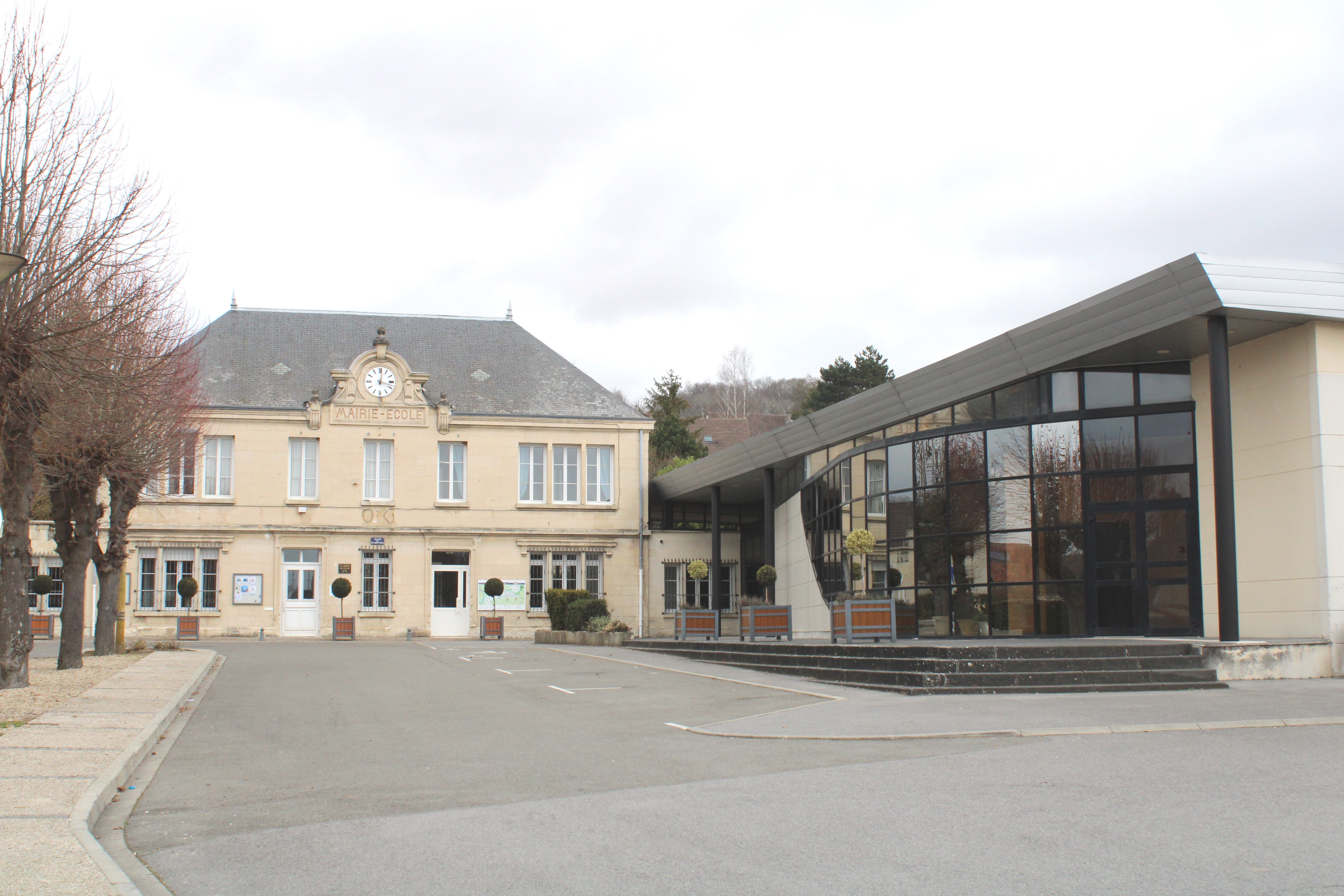
La mairie.

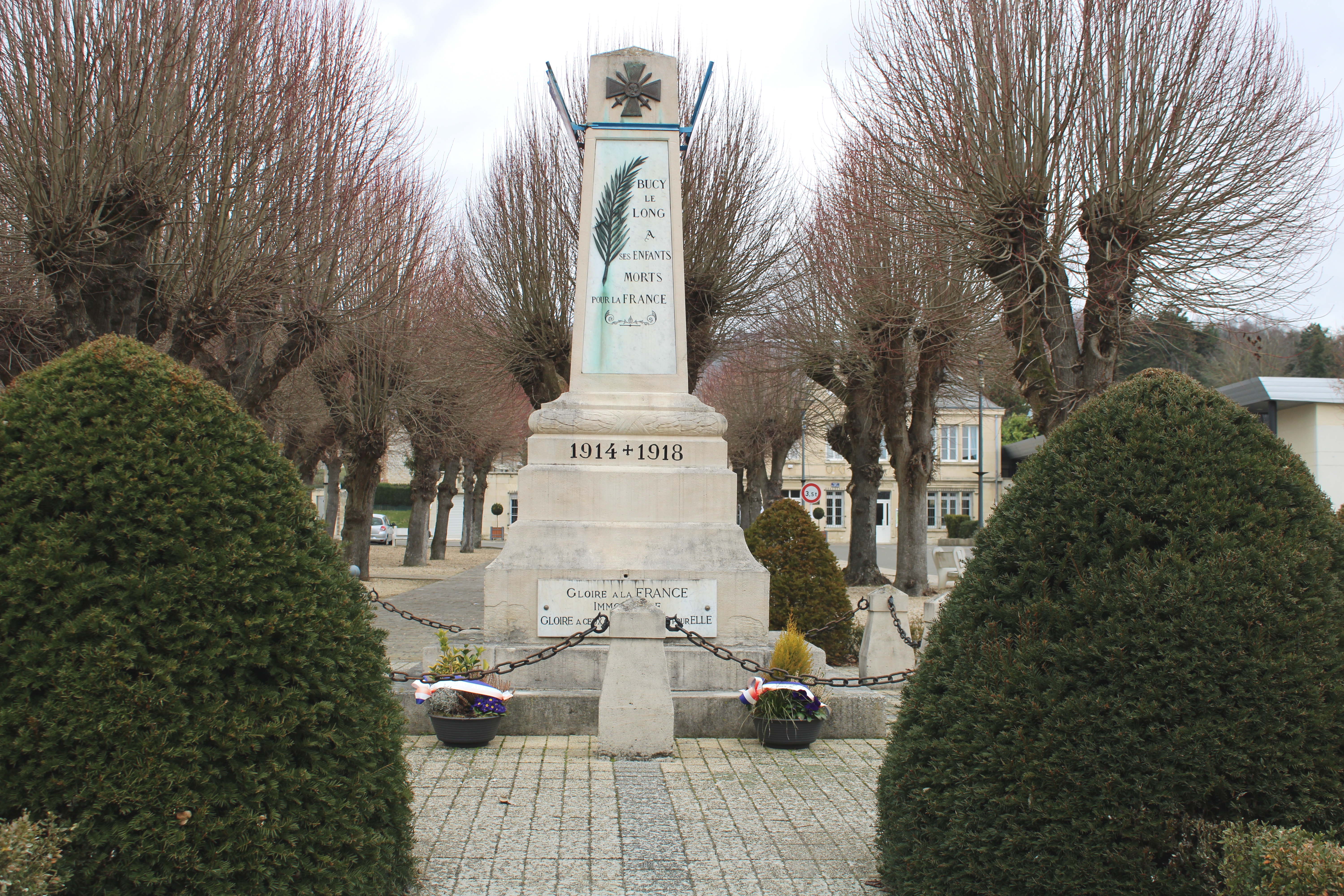
Le monument aux morts.

L'évolution du nombre d'habitants est connue à travers les recensements de la population effectués dans la commune depuis 1793. Pour les communes de moins de 10 000 habitants, une enquête de recensement portant sur toute la population est réalisée tous les cinq ans, les populations de référence des années intermédiaires étant quant à elles estimées par interpolation ou extrapolation. Pour la commune, le premier recensement exhaustif entrant dans le cadre du nouveau dispositif a été réalisé en 2008.

En 2022, la commune comptait 1 915 habitants, en évolution de +1,43 % par rapport à 2016 (Aisne : −1,97 %, France hors Mayotte : +2,11 %).
| 1793  | 1800  | 1806  | 1821  | 1831  | 1836  | 1841  | 1846  | 1851  |
| ----- | ----- | ----- | ----- | ----- | ----- | ----- | ----- | ----- |
| 1 124 | 1 287 | 1 181 | 1 220 | 1 167 | 1 170 | 1 134 | 1 115 | 1 098 |

| 1856 | 1861 | 1866 | 1872 | 1876 | 1881 | 1886 | 1891 | 1896 |
| ---- | ---- | ---- | ---- | ---- | ---- | ---- | ---- | ---- |
| 998  | 983  | 985  | 931  | 938  | 916  | 861  | 861  | 866  |

| 1901 | 1906 | 1911 | 1921 | 1926 | 1931  | 1936  | 1946  | 1954  |
| ---- | ---- | ---- | ---- | ---- | ----- | ----- | ----- | ----- |
| 823  | 903  | 908  | 787  | 991  | 1 061 | 1 072 | 1 110 | 1 099 |

| 1962  | 1968  | 1975  | 1982  | 1990  | 1999  | 2006  | 2008  | 2013  |
| ----- | ----- | ----- | ----- | ----- | ----- | ----- | ----- | ----- |
| 1 214 | 1 387 | 1 661 | 1 801 | 1 841 | 1 958 | 1 964 | 1 966 | 1 911 |

| 2018  | 2022  | - | - | - | - | - | - | - |
| ----- | ----- | - | - | - | - | - | - | - |
| 1 873 | 1 915 | - | - | - | - | - | - | - |

## Culture locale et patrimoine

### Lieux et monuments
- Le site archéologique de « La Fosse Tournise », groupe de Villeneuve-Saint-Germain, néolithique ancien.
- Les nécropoles gauloises « La Fosse Tournise - La Héronnière »[28] (La Tène ancienne) et « Fond du Petit Marais »[29] (La Tène moyenne).
- Léglise Saint-Martin, classée au titre des monuments historiques depuis 1923.
- La chapelle Sainte-Marguerite du XIIe siècle, classée depuis 1920.
- La tour de l'ancien château du XIIIe siècle ?, à l'extrémité est du village. La tour est flanquée d'une tourelle ronde, et le couronnement est en encorbellement et muni de bretèches[30]. Elle est classée depuis 1926.
- Le château du Vaux-Fourché qui se dresse à l'entrée du village en venant de Soissons. Il a brulé pendant la Première Guerre mondiale et a été reconstruit entre 1919 et 1939. Un étage supplémentaire a été ajouté dans le toit devenu "mansardé". Le château est la propriété de la famille Dehollain.
- Château les Egrets.
- Château des Ruisseaux, devenu un centre APTE.
- Le Prieuré (manoir).
- La propriété Rozaux-Picard ou « Logis de Madame Brodin » ou « fief du chapitre ».
- Depuis 1862, la sucrerie est établie sur les bords de l'Aisne à la limite de Crouy. La capacité de traitement est de 12 500 tonnes de betteraves sucrières par jour. Dans le film, de Denys de la Patellière, Les Grandes Familles (1958), la scène avec Jean Gabin, Jean Desailly et Françoise Christophe — censée se dérouler à la sucrerie fictive de Sonchelles — y a été tournée[31].

### Personnalités liées à la commune
- Simon de Buci et son fils homonyme Simon de Bucy ;
- Claude-Thomas Dutour de Noirfosse (1732-1818), général de brigade, Croix de Saint Louis.
- Jacques-Philippe Dehollain (1913-2008), général de brigade, commandeur de la Légion d'honneur.
- Francis Jammes s'est marié à Bucy-le-Long  le 8 octobre 1908.

## Héraldique
| Blason de Bucy-le-Long | Blason  | D'azur à la bande d'or accompagnée de trois fleurons, deux en chef et un en pointe. |
| Blason de Bucy-le-Long | Détails | Blason adopté par la municipalité.                                                  |

## Pour approfondir